# Гелюта Василь Петрович
Гелюта Василь Петрович (7 січня 1954 року) — український ботанік, міколог, доктор біологічних наук, заступник директора Інституту ботаніки імені М. Г. Холодного з наукових питань.

## Біографія
Народився 7 січня 1954 року в селі Висунськ Березнегуватського району Миколаївської області. Закінчив Старовижівську середню школу у Волинській області в 1971 році та Київський державний університет імені Т. Г. Шевченка у 1976 році. Працює в Інституті ботаніки імені М. Г. Холодного НАН України з 1976 року на посадах інженера, молодшого наукового співробітника, наукового співробітника, старшого наукового співробітника та провідного наукового співробітника. В 1976—1979 роках — аспірант, у 1993—1994 роках та з 2004 року — заступник директора інституту з наукових питань. Працював за сумісництвом викладачем мікології в Київському національному університеті у 1983—1984 та 1993 роках та Міжнародному Соломоновому університеті у 1995—2003 роках. Кандидатська дисертація захищена у 1980 році, докторська у 1992.
Є членом редколегій «Українського ботанічного журналу» та науково-популярного журналу «Жива Україна», членом Національної комісії з питань Червоної книги України.

## Наукова діяльність
Коло наукових інтересів — питання походження, еволюції, філогенії, систематики та поширення борошнисторосяних і болетових грибів, проблеми збереження і відновлення фітосистем.

## Нагороди і відзнаки
- Лауреат 2012 року премії НАН України імені М. Г. Холодного за цикл праць «Порівняльні дослідження молекулярно-біологічних та фізіологічних процесів грибів та вищих рослин» (у співавторстві)[1].

## Наукові праці
Автор більш ніж 200 наукових публікацій. Основні праці:
1. (рос.) Гелюта В. П., Тихоненко Ю. Я., Бурдюкова Л. И., Дудка И. А. Паразитные грибы степной зоны Украины. — К.: Наук. думка, 1987. — 279 с.
2. (рос.) Гелюта В. П. Флора грибов Украины. Мучнисторосяные грибы. — К.: Наук. думка, 1989. — 256 с.